# Raquel Lyra
Raquel Teixeira Lyra Lucena (Recife, 2 dicembre 1978) è un avvocato e politica brasiliana, dal gennaio 2023 Governatore di Pernambuco. È la prima donna a ricoprire questa carica.  Dal 2017 al 2022 è stata sindaco di Caruaru. Appartenente ad una famiglia impegnata in politica, è stata membro dell Assemblea legislativa di Pernambuco. È affiliata al Partito socialdemocratico brasiliano (PSDB) ma in precedenza era membro del Partito socialista brasiliano (PSB).

## Biografia
Lyra è la più giovane delle tre figlie di Mércia Teixeira Lyra e João Lyra Neto, ex sindaco di Caruaru ed ex governatore di Pernambuco. Nella sua famiglia, suo nonno João Lyra Filho lavorava nel settore dei trasporti, essendo il proprietario della stazione degli autobus di Caruaru, comune di cui era anche sindaco, e suo zio Fernando Lyra era il ministro della giustizia. Provenendo da una famiglia legata alla politica, Raquel si è interessata fin da piccola, partecipando all'età di nove anni a campagne elettorali, come quella presidenziale nel 1989 di Leonel Brizola, il cui vicepresidente era suo zio.
Ha iniziato a studiare giurisprudenza presso l'Università Federale di Pernambuco nel 1996, dopo essersi classificata seconda all'esame di ammissione, laureandosi nel 2000. Ha cominciato ad esercitare la professione legale all'età di 21 anni e, dopo uno stage, era avvocato del Banco de Desenvolvimento Regional e del Banco do Nordeste. Dal 2002 al 2005 è stata delegata della Polizia Federale, lavorando a Recife e Rio de Janeiro, e ricevendo anche, nel 2003, un diploma post-laurea in Diritto Economico e Commerciale presso la Fondazione Getúlio Vargas; successivamente ha avuto l'approvazione per la Procura Generale dello Stato. Dal 2007 al 2010 è stato capo dell'Ufficio di supporto giuridico e legislativo del governo Eduardo Campos a Pernambuco.  Tra il 2021 e il 2022, ha partecipato a un corso di leadership e gestione pubblica promosso dal Bloomberg Center for Cities, presso l'Università di Harvard; era l'unica donna e l'unico sindaco del Brasile invitato tra quaranta persone.
Lyra è stata eletta alla legislatura statale di Pernambuco nelle elezioni del 2010 con 49.610 voti ed è stata rieletta nel 2014 con circa 80.000 voti, essendo il rappresentante statale più votato in quelle elezioni.
Lyra è stata eletta sindaco della sua città natale Caruaru nel 2017 con il 53,15% dei voti. È la prima donna ad essere eletta sindaco di Caruaru.

## Governatore di Pernambuco
Il 31 marzo 2022 si è dimessa dalla carica di sindaco di Caruaru per candidarsi alle elezioni governative di Pernambuco del 2022. Ha concluso il primo turno delle elezioni al secondo posto, con il 20,58% dei voti validi, ed è passata al ballottaggio al secondo turno con Marília Arraes, membro di Solidariedade.
Raquel è stata eletta governatrice del Pernambuco il 30 ottobre 2022, dopo aver ottenuto al secondo turno il 58,70% dei voti validi e aver sconfitto Marília Arraes, che ha ottenuto il 41,30% dei voti. È la prima governatrice donna dello stato di Pernambuco.

## Vita privata
È la vedova dell'uomo d'affari Fernando Lucena, morto il giorno del primo turno delle elezioni generali brasiliane del 2022. Ha due figli: Fernando Jr. e João.